# Pedro Añibarro
Pedro Antonio Añibarro (Areatza, Biscaia, 5 de desembre de 1748 - Zarautz, 1830) escriptor basc en èuscar.
Va ser ordenat sacerdot franciscà el 1746 i el 1790 sol·licità ésser traslladat al convent dels Missioners de Zarautz. Com a missioner va tenir l'oportunitat de conèixer els diversos dialectes (euskalkiak) del basc peninsular. Escriví en els dialectes guipuscoà, biscaí i navarrès. La major part dels seus treball són en biscaí. Amb Juan Antonio Moguel se'l considera el pare del biscaí literari.
La crítica considera la seva prosa clara i fàcil de seguir.

## Obres

### Religió
- Cristau-Doctriña, ceñetan eracusten baitire gure Fede Sanduco gauzarik bearrenac, aita Astetec erderaz, eta orai Nafarroaco euscaran izarrac adirazten duena erantsiric (1800?, Josep Rada)
- Misioco canta santuac (1803, Donostia)
- Escu liburua, eta berean eguneango cristiñau-cereguiñac (1802, Fr. La Lama,Tolosa)
- Lora Sorta espirituala, ta propositu santuac vicitza barri bat eguiteco Aita Palacios misionariac Misiño ondoan emoten cituanac (1803, Tolosa)
- Lau Evangelioac batera alcarturic
- Gueroco guero, traducció al biscaí del llibre d'Axular
- Nequea arinduric